# Sierra de Llofriu
La sierra de Llofriu es una sierra española, localizada en la provincia de Alicante en los municipios de San Vicente del Raspeig, Muchamiel y la partida rural del Monnegre alicantino.
La Sierra de Llofriu forma una barrera natural que delimita a un lado el valle del Sabinar y al otro lado la partida histórica de Monnegre. El Bec de l'Àguila es su cumbre más alta y es compartida por San Vicente del Raspeig, la partida rural alicantina de Monnegre y Muchamiel, siendo es el punto más elevado del término municipal de Muchamiel.
La sierra de Llofriu forma parte de Monnegre, una comunidad tradicional, espacio natural y ZEPA de la Red Natura 2000. Además, en la parte perteneciente a Muchamiel es microrreserva de flora y paraje natural municipal.

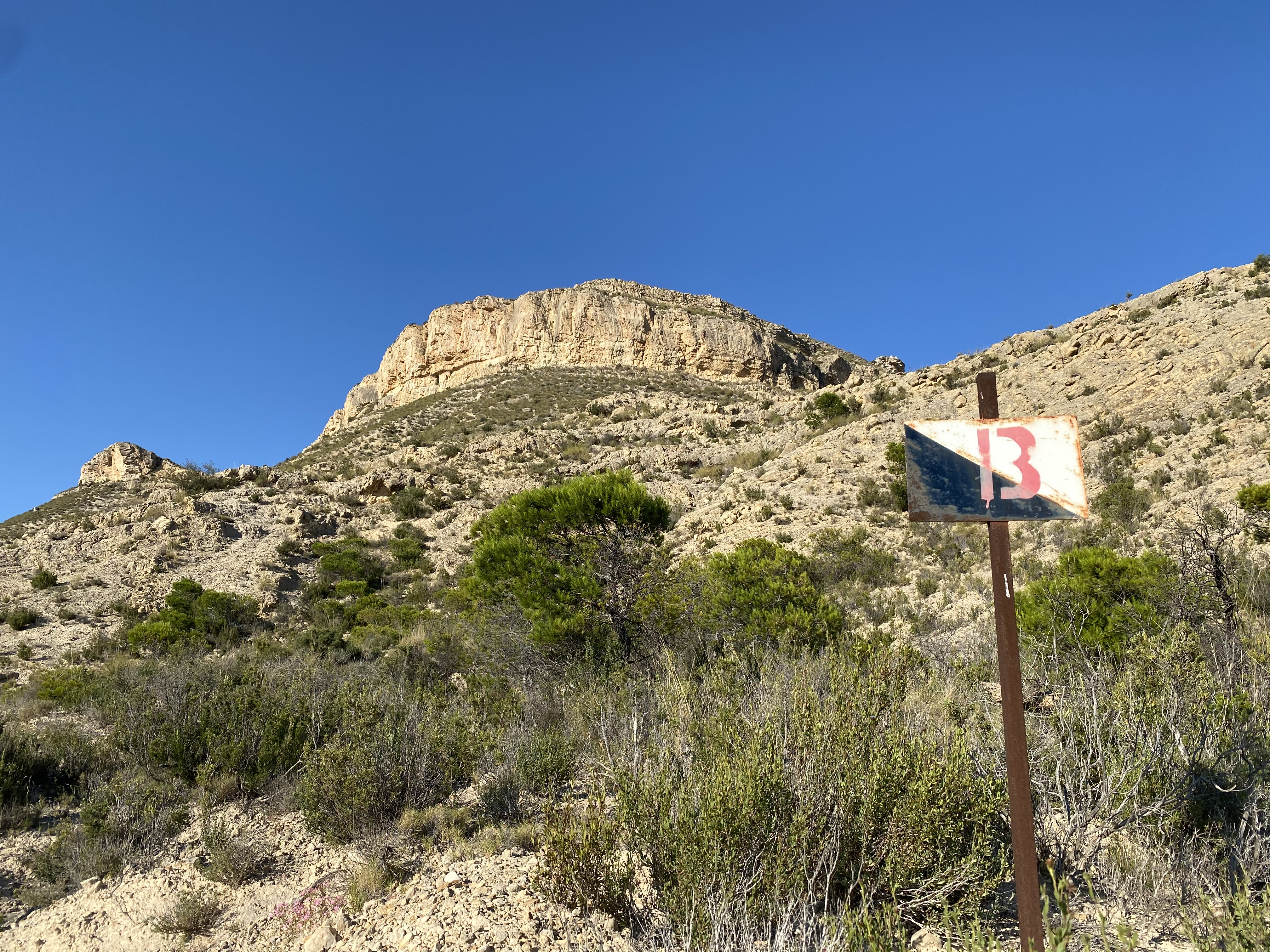
Vista de la cumbre Bec de l'Àguila desde su piedemonte en su parte de Muchamiel.

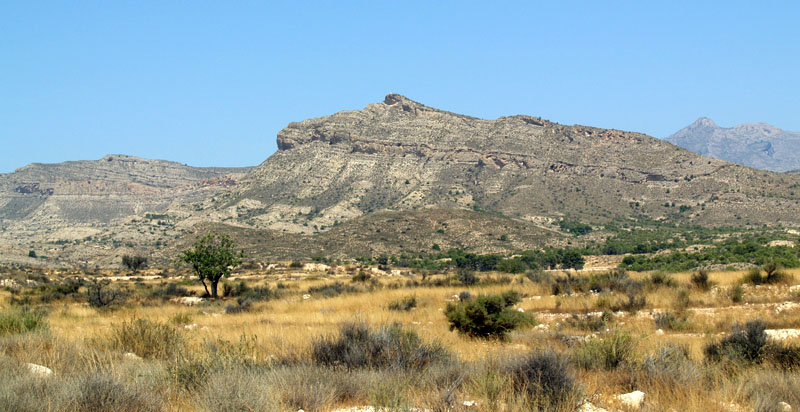
Vista de la sierra de Llofriu Monnegre (Alicante).

## Toponimia
El topónimo Llofriu tiene su origen en el núcleo de población Llofriu, situado en el municipio de Palafrugell, en la comarca del Bajo Ampurdán, provincia de Gerona, Cataluña. En el contexto alicantino, destaca la figura de Eleuterio Llofriu y Sagrera, este periodista y escritor nacido en Alicante falleció en 1880, años en los que el Instituto Geográfico y Estadístico elaboró los primeros mapas topográficos de España, y que ya apareció la sierra denominada Llofriu, posiblemente por algún tipo de vinculación con el periodista y escritor.[cita requerida]
A su vez, la sierra da nombre al núcleo de población Llofriu situado en la partida rural alicantina Monnegre.
Pese a que el Bec de l'Àguila es una de sus cumbres, su cima, la sierra de Llofriu es conocida popularmente como Bec de l'Àguila, siendo el topónimo Llofriu un gran desconocido. Prueba de ello, es que el Ayuntamiento de Muchamiel ha conseguido dos tipos de protecciones como microrreserva y como paraje natural y a ambas les ha otorgado el topónimo Bec de l'Àguila cuando el espacio protegido es la sierra de Llofriu en su afectación al término de Muchamiel. Otro caso es el del Ayuntamiento de San Vicente del Raspeig, que posee el colegio de infantil y primaria CEIP Bec de l'Àguila.

## Geografía
Pese a que el término municipal de Muchamiel apenas posee dominios en esta sierra más allá de la parte del vértice geodésico del Bec de l'Àguila, es el ayuntamiento que más ha protegido su parte, convirtiendo en 1999 el espacio en microrreserva y en 2022 en paraje natural municipal, ambos denominados Bec de l'Àguila.
Llofriu forma una barrera natural que delimita a un lado el valle del Sabinar y al otro lado la partida histórica de Monnegre.
En su piedemonte se encuentran dos cursos de agua, el barranco dels Cocons que se inicia en El Sabinar y el barranco del Boter que se inicia en el Alt de la Coveta Fumada. Ambos, recogen aguas de escorrentías y se fusionan en La Torreta en Muchamiel formando el cauce principal de la rambla del Juncaret ya hasta su desembocadura en la playa de la Albufereta.
En la actualidad es un enclave de referencia en el deporte de montaña del entorno con cantidad de rutas para senderismo, trail running y ciclismo de montaña.

## Cumbres
Su cima es el célebre Bec de l'Àguila que posee una altura de 475 m. La otra cumbre que posee la sierra es el Bec de Oleant de 441 m que hace de atalaya de la Foia de Oleant en San Vicente del Raspeig.
| Cumbre          | Altura | Municipios donde se ubica                                |
| --------------- | ------ | -------------------------------------------------------- |
| Bec de l'Àguila | 475 m  | San Vicente del Raspeig, Muchamiel y Monnegre (Alicante) |
| Bec de Oleant   | 441 m  | San Vicente del Raspeig                                  |